# ウィリアム・マクファデン・オア
ウィリアム・マクファデン・オア（英: William McFadden Orr、1886年5月2日 – 1934年8月14日
、FRS）は、アイルランド及びイギリスの数学者。
ダウン県に生まれ、メソジスト・カレッジ・ベルファストと、（ジョン・パーサーの下）クイーンズ大学ベルファストで学んだ。その後セント・ジョンズ・カレッジにてジョゼフ・ラーモアの下に学び、1888年にシニア・ラングラーとして卒業した。1891年、九点円を題材とした論文を書いて、セント・ジョンズ・カレッジのフェローとなった。
1892年にライルランド王立科学大学の数学教授、1926年にユニバーシティ・カレッジ・ダブリンの純粋・応用数学教授に任命された。1933年に引退し、1934年に没して、マウント・ジェローム墓地に埋葬された。